# Platamartus solskyi
Platamartus solskyi is een keversoort uit de familie bastaardglanskevers (Kateretidae). De wetenschappelijke naam van de soort werd in 1984 gepubliceerd door Kireitshuk.